# La Noce (film, 1944)
Pour les articles homonymes, voir La Noce.
Pour plus de détails, voir Fiche technique et Distribution.
La Noce (Свадьба, Svadba) est un film soviétique réalisé par Isidore Annenski, sorti en 1944.
C'est une adaptation de la nouvelle La Noce d'Anton Tchekhov.

## Synopsis
Le bourgmestre Zhigalov (Alexeï Gribov) souhaite marier sa fille Dasha (Zoïa Fyodorova) avec Aplombov (Erast Garin) qui travaille comme palefrenier. La famille apprend qu'il ne souhaite en fait pas du tout l'épouser. Avec beaucoup de difficultés, le père de Dasha parvient à persuader Aplombov de demander sa fille en mariage. Celui-ci accepte, à condition que le général (Nikolaï Konovalov) soit obligatoirement présent au mariage.
Le mariage a enfin lieu. À un moment festif, l'invité principal, le général, arrive. Un scandale éclate au plus fort de la fête lorsqu'il apparaît que le général n'est pas vraiment un général, mais seulement un capitaine de deuxième rang (lieutenant-colonel).

## Fiche technique
- Titre original : Свадьба, Svadba
- Titre français : La Noce
- Réalisation et scénario : Isidore Annenski
- Photographie : Youri Yekeltchik
- Montage : M. Ossoltseva
- Musique : Valeri Jelobinski
- Pays d'origine : URSS
- Format : Noir et blanc - 35 mm - 1,37:1 - Mono
- Genre : comédie
- Durée : 64 minutes
- Date de sortie : 1944

## Distribution
- Alexeï Gribov : Evdokim Jigalov, le père de la mariée
- Faïna Ranevskaïa : Nastassia Timofeïevna Jigalova, la mère de la mariée
- Erast Garine : Epaminondas Maximovitch, le marié
- Zoïa Fiodorova : Dacha, la mariée
- Nikolaï Konovalov : le capitaine Fiodor Yakovlevitch Revounov-Karaoulov
- Mikhaïl Yanchine : Andreï Niounine, l'agent de la compagnie d’assurances
- Sergueï Martinson : Ivan Mikhaïlovitch Yat, le télégraphiste
- Vera Maretskaïa : Anna Zmeyoukina
- Ossip Abdoulov : Dymba
- Lev Sverdline : l'organiste
- Sergueï Blinnikov : le marin
- Vladimir Vladislavski : le docteur
- Tatiana Pelttser : la femme du docteur (non créditée)